# St. Nikolaus (Mańki)
Die St.-Nikolaus-Kirche in Mańki (deutsch Manchengut) ist ein Bauwerk aus dem 16. Jahrhundert, das im letzten Drittel des 18. Jahrhunderts aus- und umgestaltet wurde. Ihr Holzturm gilt als einer der schönsten Turmgestaltungen in Ostpreußen. Bis 1947 war sie das zentrale Gotteshaus des evangelischen Kirchspiels Manchengut, wurde danach von griechisch-katholischen Gläubigen genutzt und ist heute eine römisch-katholische Filialkirche der Pfarrei Biesal (Biessellen) in der polnischen Woiwodschaft Ermland-Masuren.

## Geographische Lage
Mańki liegt im Westen der Woiwodschaft Ermland-Masuren, südwestlich von Olsztyn (Allenstein) und südöstlich von Ostróda (Osterode in Ostpreußen). Durch den Ort verläuft eine von Olsztynek (Hohenstein i. Ostpr.) nach Podlejki (Podleiken) führende Nebenstraße. Die nächste Bahnstation ist Biesal (Biessellen) an der Bahnstrecke Toruń–Tschernjachowsk (deutsch Thorn–Insterburg).

## Kirchengebäude
Ein erstes bereits in der Zeit des Deutschen Ordens in Manchengut errichtetes Gotteshaus wurde im Jahre 1594 durch einen Neubau ersetzt. Diese Kirche baute man 1770 um- und aus und ist als verputzter Feldsteinbau noch heute vorhanden.

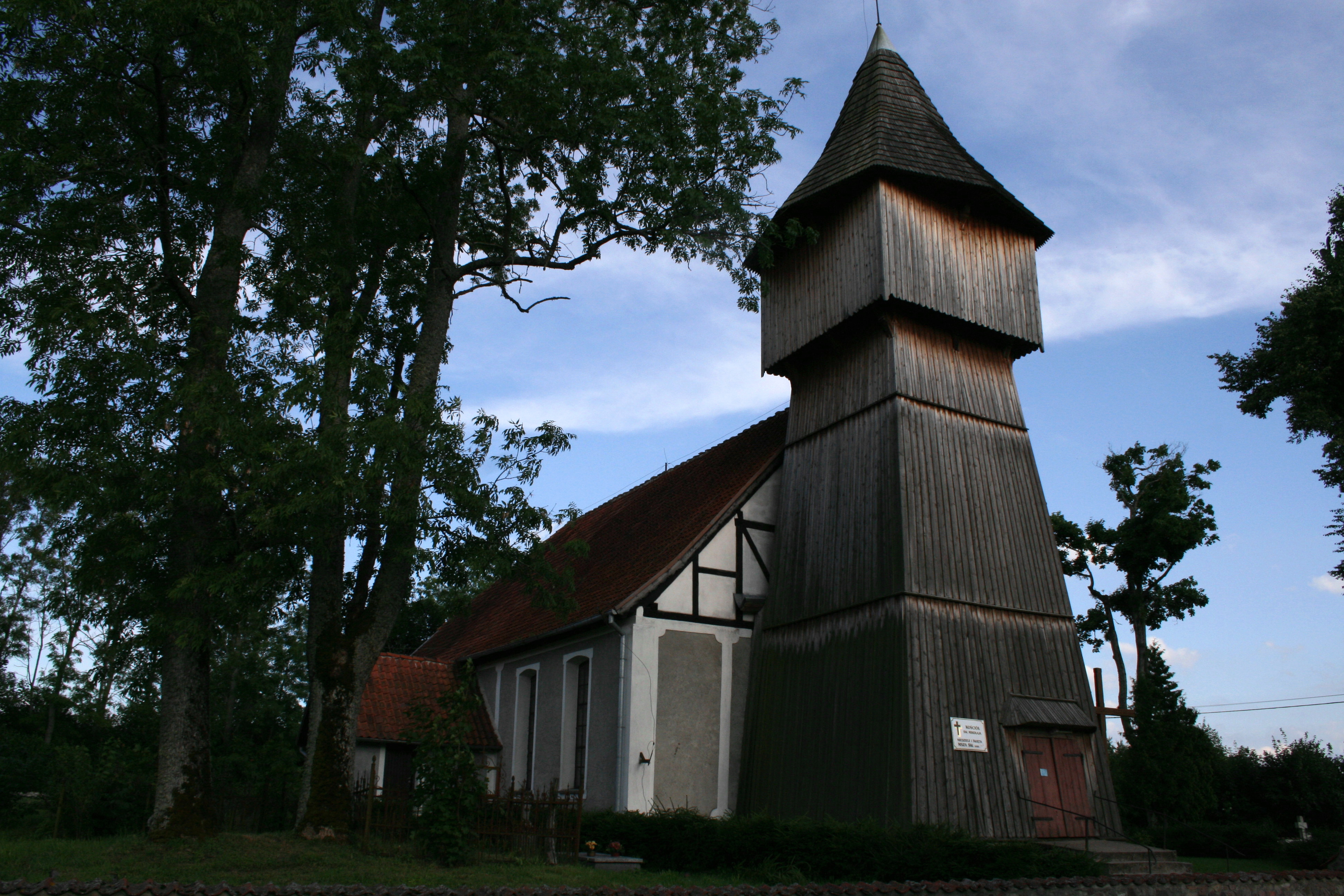
Blick auf den Holzturm von 1685

Der westliche Holzturm, den Zimmermeister Hans Weichert gebaut hat, stammt aus dem Jahre 1685. Er gilt mit seinem achteckigen Schindeldach als eine der schönsten Turmgestaltungen in Masuren. Eine Kopie des Turms – allerdings mit Schilfdach – steht im Freilichtmuseum der Volksbauweise (polnisch Muzeum Budownictwa Ludowego) in Olsztynek (Hohenstein i. Ostpr.), wo man ihn neben der Kirche in Rychnowo (Reichenau) platzierte.

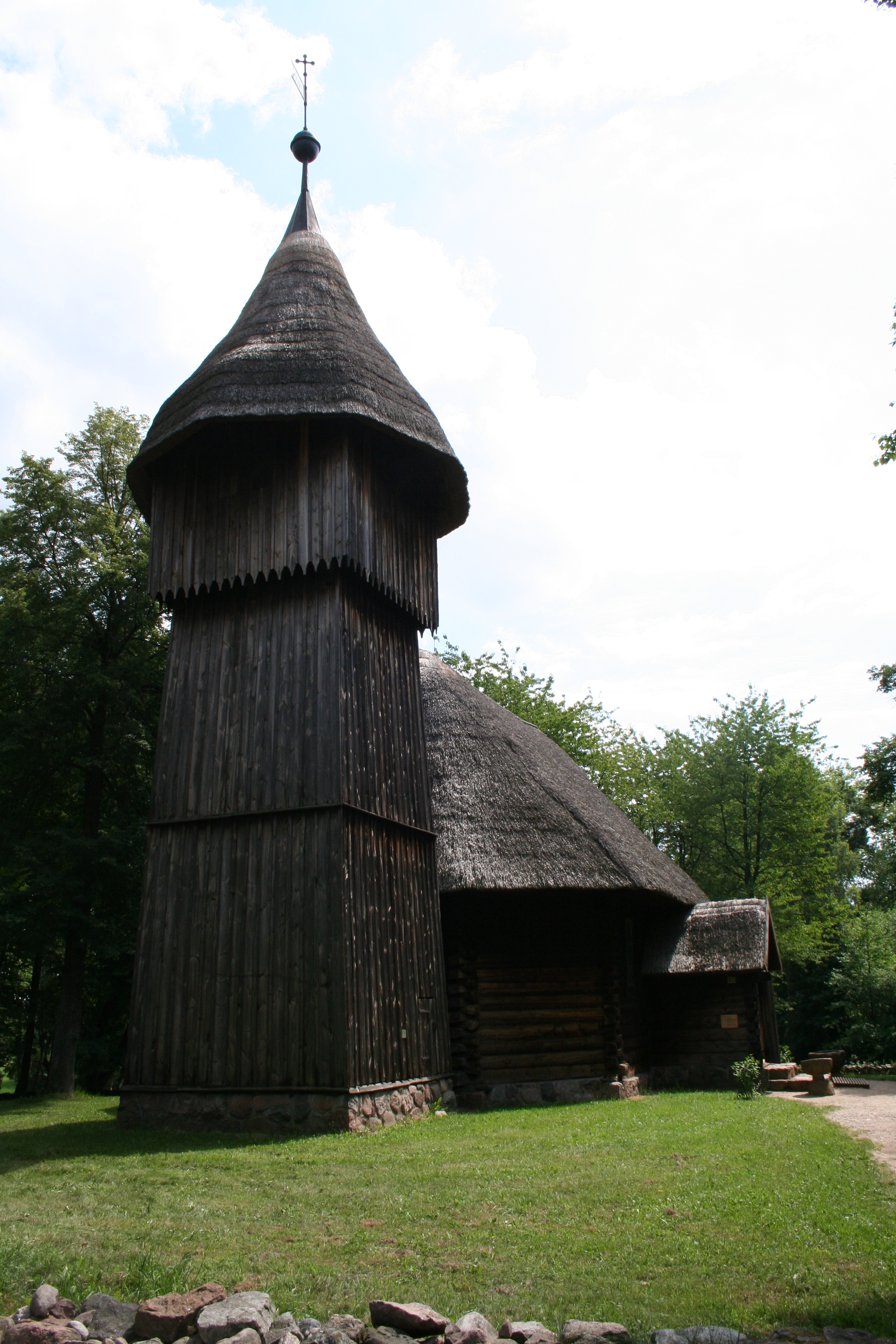
Nachbau der Kirche Rychnowo (Reichenau (Ostpreußen)) mit dem Turm der Kirche Mańki (Manchengut)

Der schlichte Innenraum der Kirche hat eine flache mit Ornamenten bemalte Decke. Die Ausstattung stammt größtenteils vom Ende des 18. Jahrhunderts, sowie:
- der ursprüngliche Kanzelaltar mit einem Kruzifix von 1780 sowie einem  Vesperbild der Madonna mit dem Kind aus der ersten Hälfte des 15. Jahrhunderts, den  man nach 1945 wieder getrennt hat; über seinen jetzigen Verbleib ist nichts bekannt,
- eine Taufschale aus Messing aus der ersten Hälfte des 17. Jahrhunderts,
- ein Granit-Weihwasserbecken aus dem 14./15. Jahrhundert,
- die Orgel von 1748
- zwei Glocken aus der Ordenszeit bzw. 1845,
- Gedenktafeln für die Gefallenen des Ersten Weltkrieges am Chorgestühl.

Umfangreiche Renovierungsarbeiten in den Jahren 1991/92 veränderten das Aussehen der Kirche entsprechend de veränderten liturgischen Nutzung der Kirche, die jetzt dem Hl. Nikolaus gewidmet ist.

## Kirchengemeinde

### Evangelisch

#### Kirchengeschichte
Die Gründung einer Kirche in Manchengut erfolgte 1340 und somit in vorreformatorischer Zeit. Mit der Einführung der Reformation in Ostpreußen 1525 übernahm die Gemeinde das lutherische Bekenntnis. Ende des 16. Jahrhunderts wurde die Kirche Wittigwalde (polnisch Wigwałd) an Manchengut angeschlossen, aber 1708 wieder verselbständigt.
Die Kirchengemeinde Manchengut war bis 1945 dem Kirchenkreis Osterode in Ostpreußen (polnisch Ostróda) – zuletzt innerhalb des Superintendenturbezirks Hohenstein i. Ostpr. (Olsztynek) – in der Kirchenprovinz Ostpreußen der Kirche der Altpreußischen Union zugeordnet. Das Kirchspiel Manchengut mit seinen mehr als zwanzig Orten zählte im Jahre 1925 insgesamt 1965 Gemeindeglieder.
Als eine der wenigen ostpreußischen Kirchengemeinde konnte Manchengut noch bis 1947 und darüber hinaus bestehen, als dann bis 1955 die mehrheitlich evangelischen Einwohner des Ortes endgültig in den Westen Deutschland umgesiedelt waren.
Heute hier lebende evangelische Kirchenglieder gehören jetzt zur Pfarrei der Christus-Erlöser-Kirche Olsztyn (Allenstein) mit der Filialgemeinde Olsztynek (Hohenstein i. Ostpr.) in der Diözese Masuren der Evangelisch-Augsburgischen Kirche in Polen.

#### Kirchspielorte
Zum evangelischen Kirchspiel Manchengut gehörten neben dem Pfarrdorf die Orte bzw. Ortschaften:
| Deutscher Name                                                                | Polnischer Name |  | Deutscher Name   | Polnischer Name         |
| ----------------------------------------------------------------------------- | --------------- |  | ---------------- | ----------------------- |
| Adamsgut                                                                      | Jadaminy        |  | Mortzfeld, Forst | Cichogrąd               |
| * Biessellen (seit 1924 mit eigener Kapelle, die heute kath. Pfarrkirche ist) | Biesal          |  | Sabangen         | Samagowo                |
| Grünmühle                                                                     | Gromel          |  | Sallmeien        | Salminek                |
| * Gusenofen                                                                   | Guzowy Piec     |  | Sensujen         | Zezuj                   |
| Heinrichsdorf                                                                 | Gębiny          |  | * Sensutten      | Zezuty                  |
| Kerrey, Forst                                                                 | Kieruj          |  | Spogahnen        | Spoguny (auch: Spogany) |
| Kompitten                                                                     | Kąpity          |  | * Thomascheinen  | Tomaszyn                |
| Langstein, Abbau                                                              | Łęciny          |  | Thurnitzmühle    | Guzowy Młyn             |
| Makrauten                                                                     | Makruty         |  | Vonferne, Forst  | Smoleń                  |
| * Meitzen                                                                     | Mycyny          |  | Weißbruch, Forst | Białe Błoto             |
| * Mittelgut                                                                   | Śródka          |  | Witulten         | Witułty                 |

#### Pfarrer
An der Kirche Manchengut amtierten als evangelische Geistliche die Pfarrer:
- Gergorius Vigilantius, 1558
- N. Naugart,
- Stanislaus Quiatkowski, 1598–1606
- NN., bis 1655
- Jacob Boya, 1655/1660
- Georg Pratius, 1660–1718
- Theophilus Pratius, 1698–1740
- Johann Christoph Groß, 1741–1764
- Franciscus Gräwen, 1764–1788
- Johann Georg Sobotka, 1786–1796
- Johann Gottfried Will, 1798–1824
- Jacob Schiweck, 1824–1827
- Johann Wilhelm Grall, 1828–1833
- Heinrich Leopold Surminski, 1834–1841
- Wilhelm Bernh. F. Brachvogel, ab 1841
- Johann Gottlieb Cibulski, 1848–1880
- Christoph Danielowski, 1886–1896
- Julius Friedrich Sadowski, 1897–1905
- Wilhelm Schmidt, 1805–1911
- Heinrich Adolf Bachor, 1912–1918
- Alfred Reinhard, 1918–1924
- Georg Hch. E. Engelbrecht, 1924–1929
- Erwin Rudolf Lange, 1929–1936
- Eduard Treulieb, 1936–1945

#### Kirchenbücher
Von den Kirchenbüchern der Pfarrei Manchengut sind erhalten und werden bei der Deutschen Zentralstelle für Genealogie in Leipzig verwahrt:
- Taufen: 1742 bis 1875
- Trauungen: 1749 bis 1875
- Begräbnisse: 1749 bis 1875.

### Katholisch
Als die evangelische Kirchengemeinde nicht mehr bestand, blieb die Kirche für einige Zeit ungenutzt. In den 1970er Jahren aber wurde sie Gotteshaus für Gläubige der ukrainischen griechisch-katholischen Kirche. Sie waren 1947 im Rahmen der Aktion Weichsel (polnisch Akcja Wisła) von Bieszczady nach hier zwangsumgesiedelt worden.
Im Jahre 1991 übernahm die Römisch-katholische Kirche das Gotteshaus. Davor waren die römisch-katholischen Kirchenglieder nach Hohenstein i. Ostpr. (polnisch Olsztynek) eingepfarrt. Heute ist die St. Nikolauskirche in Mańki eine Filialkirche der Pfarrei in Biesal (Biessellen) im Dekanat Olsztyn III-Gutkowo innerhalb des Erzbistums Ermland.

## Kirchhof
Inmitten einer Einfriedigung auf dem alten Friedhof an der Kirche in Mańki wurde 1994 erneut ein Denkmal für die Gefallenen des Ersten Weltkrieges aufgestellt, auf dem der Spruch „Brüder Ihr starbt für uns“ verzeichnet ist.

## Pfarrhaus
Das bis heute existente aber fremdgenutzte Pfarrhaus nutzte man ab 1948 mit Unterstützung aus der Schweiz als Waisenhaus. Leiterin war die Schweizerin Elisabeth Frauenfelder, die die Lebensmittelversorgung des Hauses per Eisenbahn direkt aus der Schweiz organisierte. Als ihr 1950 von den polnischen Behörden das Visum versagt wurde, musste sie Mańki verlassen. Das Heim wurde eine Weile unter polnisch-staatlicher Ägide weitergeführt, danach geschlossen und das Pfarrhaus mit Kino und Jugendveranstaltungen in einen Jugendtreffpunkt umgewandelt.